# شیرازه (پادکست)
شیرازه یکی از پادکست‌های بی‌بی‌سی فارسی است که به نقد و بررسی تأثیرگذارترین کتاب‌ها در ایران می‌پردازد. پخش این پادکست از سال ۱۴۰۱ آغاز شد. اجرا و تهیه‌کنندگی این پادکست را سام فرزانه بر عهده دارد.
سردبیری پادکست تا آذر ۱۴۰۲ بر عهدهٔ سیما علینژاد بود و سپس آیدین صالحی سردبیری را بر عهده گرفت.

## برنامه‌ها
| شماره | نام قسمت                                | فصل          | مهمان[ان] | لینک   |
| ----- | --------------------------------------- | ------------ | --- | ------ |
| ۱     | ایران در آغاز قرن چهاردهم               | کتابخانهٔ قرن | محمد توکلی طرقی | [ ۵ ]  |
| ۲     | فارسی اول دبستان                        | کتابخانهٔ قرن | احمد مدادی (کارشناس آموزش) | [ ۶ ]  |
| ۳     | مفاتیح‌الجنان                            | کتابخانهٔ قرن | یاسر میردامادی (پژوهشگر دین و فلسفه) | [ ۷ ]  |
| ۴     | قانون مدنی                              | کتابخانهٔ قرن | مهدی گنجوی (پژوهشگر تاریخ فرهنگ و آموزش/ دانشگاه نورت وسترن)                                                                                                | [ ۸ ]  |
| ۵     | فرهنگ انگلیسی-فارسی حییم                | کتابخانهٔ قرن | بیژن خلیلی (مدیر شرکت کتاب) حسین سامعی | [ ۹ ]  |
| ۶     | سیر حکمت در اروپا                       | کتابخانهٔ قرن | سپید بی‌رشک (پژوهشگر فلسفه/ دانشگاه آزاد برلن) | [ ۱۰ ] |
| ۷     | اعترافات دالگورکی                       | کتابخانهٔ قرن | مینا یزدانی (استاد تاریخ در دانشگاه کنتاکی شرقی) | [ ۱۱ ] |
| ۸     | تاریخ ایران باستان                      | کتابخانهٔ قرن | خداداد رضاخانی | [ ۱۲ ] |
| ۹     | بوف کور                                 | کتابخانهٔ قرن | مهرک کمالی (دانشیار دانشگاه ایالتی اوهایو) | [ ۱۳ ] |
| ۱۰    | لغت‌نامهٔ دهخدا                           | کتابخانهٔ قرن | حسین سامعی | [ ۱۴ ] |
| ۱۱    | تاریخ مشروطه ایران                      | کتابخانهٔ قرن | فرزانه ابراهیم‌زاده (پژوهشگر تاریخ) | [ ۱۵ ] |
| ۱۲    | شیعی‌گری، صوفی‌گری و بهایی‌گری             | کتابخانهٔ قرن | حمید رضایی یزدی (مدرس کالج هامبر/ تورنتوی کانادا) | [ ۱۶ ] |
| ۱۳    | امیرکبیر و ایران                        | کتابخانهٔ قرن | عباس امانت | [ ۱۷ ] |
|       | سرگذشت عجیب مترجم انگلیسی بوف کور       |              | کامران رستگار (مترجم) | [ ۱۸ ] |
|       | چرا هزلیات سعدی از کلیات او حذف شد      |              | محمود فرجامی | [ ۱۹ ] |
| ۱۴    | دستور زبان پنج استاد                    | کتابخانهٔ قرن | حسین سامعی | [ ۲۰ ] |
| ۱۵    | با من به شهر نو بیایید                  | کتابخانهٔ قرن | مهدی گنجوی (پژوهشگر تاریخ فرهنگ و آموزش/ دانشگاه نورت وسترن)                                                                                                | [ ۲۱ ] |
| ۱۶    | دو قرن سکوت                             | کتابخانهٔ قرن | خداداد رضاخانی | [ ۲۲ ] |
| ۱۷    | قصه‌های خوب برای بچه‌های خوب              | کتابخانهٔ قرن | اسدالله شکرانه (نویسنده و رئیس بنیاد آذریزدی) پویا دلیلی (مستندساز)                                                                                         | [ ۲۳ ] |
| ۱۸    | رسالهٔ توضیح‌المسائل                      | کتابخانهٔ قرن | یاسر میردامادی (پژوهشگر دین و فلسفه) | [ ۲۴ ] |
| ۱۹    | غرب‌زدگی                                 | کتابخانهٔ قرن | افشین متین عسگری | [ ۲۵ ] |
| ۲۰    | تولدی دیگر                              | کتابخانهٔ قرن | سایه اقتصادی‌نیا فرزانه میلانی | [ ۲۶ ] |
| ۲۱    | هنر آشپزی                               | کتابخانهٔ قرن | حسین سامعی نسیم علیخانی (صاحب و سرآشپز یک رستوران ایرانی مجلل در شهر نیویورک) نفیسه کوهنورد نجمیه باتمانقلیج یاسمن منتظمی (نوه رزا منتظمی)                  | [ ۲۷ ] |
| ۲۲    | زمینهٔ جامعه‌شناسی                        | کتابخانهٔ قرن | تقی رحمانی کاظم کردوانی | [ ۲۸ ] |
| ۲۳    | دایرةالمعارف فارسی                      | کتابخانهٔ قرن | فرشته مولوی | [ ۲۹ ] |
|       | مؤسسهٔ انتشارات فرانکلین                 |              | مهدی گنجوی (پژوهشگر تاریخ فرهنگ و آموزش/ دانشگاه نورت وسترن)                                                                                                | [ ۳۰ ] |
| ۲۴    | ماهی سیاه کوچولو                        | کتابخانهٔ قرن | محمد هادی محمدی مازیار بهروز لیلی امیرارجمند | [ ۳۱ ] |
| ۲۵    | سووشون                                  | کتابخانهٔ قرن | فاطمه کشاورز | [ ۳۲ ] |
| ۲۶    | قلعهٔ حیوانات                            | کتابخانهٔ قرن | بهنام فومشی (پژوهشگر ادبیات تطبیقی/ دانشگاه موناش) | [ ۳۳ ] |
| ۲۷    | شهید جاوید                              | کتابخانهٔ قرن | یاسر میردامادی (پژوهشگر دین و فلسفه) | [ ۳۴ ] |
| ۲۸    | اقتصاد ما                               | کتابخانهٔ قرن | امیرحسین مهدوی (دانشجوی دکتری دانشگاه کانتیکات) | [ ۳۵ ] |
|       | ولایت فقیه                              | کتابخانهٔ قرن | محسن کدیور | [ ۳۶ ] |
| ۳۰    | ضرورت مبارزه مسلحانه و رد تئوری بقا     | کتابخانهٔ قرن | مازیار بهروز | [ ۳۷ ] |
| ۳۱    | تشیع علوی و تشیع صفوی                   | کتابخانهٔ قرن | حسین‌آبادیان حسن یوسفی اشکوری | [ ۳۸ ] |
| ۳۲    | همسایه‌ها                                | کتابخانهٔ قرن | امیر احمدی آریان (نویسنده و استاد ادبیات/ دانشگاه بینگهمتون آمریکا)                                                                                         | [ ۳۹ ] |
| ۳۳    | انسان در جست‌وجوی معنا                   | کتابخانهٔ قرن | نیما نیا (نقاش و نویسنده و از فعالان جامعه ال‌جی‌بی‌تی‌کیو) نهضت فرنودی (روان‌شناس و از مترجمان انسان در جست‌وجوی معنا)                                           | [ ۴۰ ] |
|       | فرهنگ فراملی در دیاسپورای ارامنه‌ی ایران |              | کلودیا یعقوبی (استاد دانشگاه کارولینای شمالی و مدیر مرکز خاورمیانه و مطالعات اسلامی)                                                                        | [ ۴۱ ] |
| ۳۴    | خداوند الموت                            | کتابخانهٔ قرن | داریوش محمدپور (عضو هیئت علمی و پژوهشگر ارشد مطالعات اسماعیلی)                                                                                              | [ ۴۲ ] |
|       | جای شما خالی                            |              | ارغوان اویسی (خواهر امیرحسین اویسی/ از کشته‌شدگان پرواز اوکراینی) سام چیت‌ساز (فوق تخصص قلب و عروق) زهره بیات ریزی (استاد جامعه‌شناسی/ دانشگاه آلبرتای کانادا) | [ ۴۳ ] |
|       | گفت‌وگو با فریده فرجام                   |              | فریده فرجام | [ ۴۴ ] |
| ۳۵    | هشت کتاب                                | کتابخانهٔ قرن | بهار داوری | [ ۴۵ ] |
| ۳۶    | قصه‌های مجید                             | کتابخانهٔ قرن | ماندانا خضرایی محمد هادی محمدی | [ ۴۶ ] |
| ۳۷    | مانیفست کمونیست                         | کتابخانهٔ قرن | مهرزاد بروجردی | [ ۴۷ ] |
| ۳۸    | جنس دوم                                 | کتابخانهٔ قرن | مریم فومنی (روزنامه‌نگار و کنشگر حقوق زنان) نیره توحیدی | [ ۴۸ ] |
| ۳۹    | مسئلهٔ حجاب                              | کتابخانهٔ قرن | مهدیه گلرو محسن کدیور | [ ۴۹ ] |
| ۴۰    | قبض و بسط تئوریک شریعت                  | کتابخانهٔ قرن | یاسر میردامادی (پژوهشگر دین و فلسفه) | [ ۵۰ ] |
| ۴۱    | یادداشت‌های اسدالله علم                  | کتابخانهٔ قرن | عباس امانت | [ ۵۱ ] |
|       | خانهٔ خیابان خورشید                      |              | مژگان قاضی‌راد (نویسنده و پزشک متخصص آی‌سی‌یوی نوزادان) | [ ۵۲ ] |
| ۴۲    | امتناع تفکر در فرهنگ دینی               | کتابخانهٔ قرن | سالور ملایری (پژوهشگر مطالعات فرهنگی) | [ ۵۳ ] |
| ۴۳    | ما چگونه ما شدیم                        | کتابخانهٔ قرن | امیرحسین مهدوی (دانشجوی دکتری دانشگاه کانتیکات) | [ ۵۴ ] |
| ۴۴    | بامداد خمار                             | کتابخانهٔ قرن | مهرک کمالی (دانشیار دانشگاه ایالتی اوهایو) | [ ۵۵ ] |
|       | بامداد خمار و شب سرابش                  | کتابخانهٔ قرن | امیر احمدی آریان (نویسنده و استاد ادبیات/ دانشگاه بینگهمتون آمریکا)                                                                                         | [ ۵۶ ] |
| ۴۵    | دنیای سوفی                              | کتابخانهٔ قرن | سپید بی‌رشک (پژوهشگر فلسفه/ دانشگاه آزاد برلن) | [ ۵۷ ] |
| ۴۶    | کیمیاگر                                 | کتابخانهٔ قرن | علیرضا دوستدار (استاد دین‌پژوهی/ دانشگاه شیکاگو) | [ ۵۸ ] |
| ۴۷    | خاطرات هاشمی رفسنجانی                   | کتابخانهٔ قرن | احمد سلامتیان محسن میلانی | [ ۵۹ ] |
| ۴۸    | ایران بین دو انقلاب                     | کتابخانهٔ قرن | روشنک ماسوری (دکتری تاریخ) سوسن سیاوشی | [ ۶۰ ] |
| ۴۹    | عالیجناب سرخپوش و عالیجنابان خاکستری    | کتابخانهٔ قرن | فرناز قاضی‌زاده علیرضا رجایی | [ ۶۱ ] |
| ۵۰    | من قاتل پسرتان هستم                     | کتابخانهٔ قرن | فاطمه شمس | [ ۶۲ ] |
| ۵۱    | قورباغه‌ات را قورت بده                   | کتابخانهٔ قرن | ارکیده بهروزان (پزشک و استاد مردم‌شناسی/ دانشگاه سواز لندن) یلدا علایی (معلم زبان و مدیر یک سایت آموزش زبان انگلیسی) امیر پیام (خبرنگار بی‌بی‌سی فارسی)        | [ ۶۳ ] |